# Am Grubenkopf
Das Naturschutzgebiet Am Grubenkopf liegt im Landkreis Bad Kreuznach in Rheinland-Pfalz.

## Lage
Das drei Hektar große Gebiet, das im Jahr 1985 unter Naturschutz gestellt wurde, erstreckt sich südlich der Kernstadt Bad Kreuznach. Westlich fließt die Nahe und verläuft die Bundesstraße 48, östlich verläuft die Bundesstraße 428.

## Schutzzweck
Schutzzweck ist die Erhaltung des Gebietes als Lebensraum seltener, in ihrem Bestand bedrohter wildlebender Tierarten sowie aus wissenschaftlichen Gründen.